# Râul Coosa
Coosa este un râu situat în partea de SE a SUA, în statele Alabama și Georgia. Se formează în localitatea Rome prin confluența Oostanaula și Etowah și sfârșește la NE de Montgomery, la confluența cu Tallapoosa, unde formează râul Alabama. Amenajat hidroenergetic. 
1. ↑  The National Map